# Passalozetes niger
Passalozetes niger är en kvalsterart som beskrevs av Sandór Mahunka 1987. Passalozetes niger ingår i släktet Passalozetes och familjen Passalozetidae. Inga underarter finns listade i Catalogue of Life.